# Leszek Konarski (dziennikarz)
Leszek Konarski (ur. 13 września 1941 w Krzeszowicach) – polski dziennikarz oraz dramaturg.

## Życiorys
Absolwent Wydziału Polonistyki Uniwersytetu Jagiellońskiego. Pracował jako reporter w „Dzienniku Polskim” (1971-1982), w „Przeglądzie Tygodniowym” (1983-1999) a od 1999 związany jest z tygodnikiem „Przegląd”. Jego reportaże ukazały się w tomikach „Ekspresu reporterów”, w antologiach polskiego reportażu: „Jedno polskie życie (1980), Poker o wszystko (1981), Morze i Ziemia (2019) oraz w zbiorze reportaży „Ogień” – fałszywy mit (2019). Jest autorem książki Nowa Huta – wyjście z raju (2020) będącej autorską historią 70 lat tego miasta i kombinatu. Na podstawie jego reportaży zrealizowany został serial telewizyjny Tulipan i film fabularny Czarodziej z Harlemu.
Jeszcze jako student UJ, w 1962, za sztukę Obsesje zdobywa wyróżnienie w III Ogólnopolskim Konkursie Debiutu Dramaturgicznego Teatru „Ateneum” w Warszawie. W 1962 zadebiutował jednoaktówką Nie patrz w okno wystawioną w formie warsztatu dramaturgicznego na scenie Teatru „38”. Nagrodzona przez Teatr „Ateneum” sztuka Obsesje została w 1964 wystawiona przez Teatr Propozycji Klubu „13 Muz” w Szczecinie, a w 1965 Teatr Telewizji wystawił sztukę Szafa. Jego monodram Ostrożnie z ogniem, grany przez Teatr „Eref 66”, zdobył w 1977 pierwszą nagrodę jury i drugą nagrodę publiczności na XII Przeglądzie Zawodowych Teatrów Małych Form w Szczecinie. Za sztukę Pięćdziesiąt odcieni jednego koloru w 1967 otrzymał wyróżnienie w konkursie dramaturgicznym Rady Narodowej m. Krakowa (1967), a za sztukę Rozróba wyróżnienie w konkursie dramaturgicznym Teatru Ludowego w Nowej Hucie (1976).
Od 1987 jest członkiem Oddziału Warszawskiego Związku Literatów Polskich, od 2003 oddziału w Krakowie. W latach 1992–2007 pełnił funkcję prezesa Towarzystwa Przyjaźni Polsko-Francuskiej w Krakowie, a w 2004 rząd francuski przyznał mu godność kawalera orderu „des Arts et des Lettres” za osiągnięcia w promowaniu kultury francuskiej.

## Nagrody i wyróżnienia
- Nagroda Złotej Gruszki (1989)
- Nominacja do nagrody „Grand Press” za news w o rzeczniku rządu Pawle Grasiu, który był równocześnie w Zabierzowie dozorcą u niemieckiego przedsiębiorcy (2009)[7]
- Nominacja do nagrody „Grand Press” za news o zniknięciu 100 milionów euro z konta Fundacji XX Czartoryskich (2018)[8]
- Nominacja do nagrody „Grand Press” w kategorii najlepszej książki reporterskiej 2020 roku, za książkę Nowa Huta – wyjście z raju (2020)[9]